# Соарес, Бруно Габриэл
Бруно Габриэл Соарес (порт.-браз. Bruno Gabriel Soares; 21 августа 1988, Белу-Оризонти, Бразилия) — бразильский футболист, защитник.

## Клубная карьера
Соарес присоединился к «Дуйсбургу» летом 2009 года, после проведенных в Бразилии юношеских и первых лет профессиональной карьеры. Он дебютировал за команду 27 октября в матче 1/8 Кубка Германии (DFB-Pokal) против «Аугсбурга». А через пять дней дебютировал в Бундеслиге против «Кобленца», заменив травмированного капитана Бьорна Шлике. И сразу забил головой свой первый гол.
5 января 2010 года на сборах в Турции в товарищеской игре против «Нюрнберга» в столкновении сломал ногу и попал в госпиталь. В конце марта приступил к тренировкам, но восстанавливался до конца сезона. 1 марта 2011 года в полуфинале Кубка Германии против «Энерги Котбус» Бруно был удалён с поля, но в финале его команда одолела «Шальке 04» и выиграла трофей.
Летом 2012 года, Соарес присоединяется к дюссельдорфской «Фортуне», которая впервые за 15 лет вышла в Бундеслигу, и подписывает трёхлетний контракт до июня 2015 года. Но клуб занял лишь 17 место и снова вылетел во Вторую Бундеслигу, где пребывает до сих пор.
По окончании контракта с немецкой командой в июне 2015 года Бруно подписал трехгодичный контракт с казахским «Кайратом». С этим клубом он выиграл Кубок Казахстана по футболу 2015 и стал вице-чемпионом страны. Затем 8 марта 2016 года выиграл и Суперкубок Казахстана, причём забил гол в серии пенальти (0-0, 5-4). Но затем, сыграв всего две игры в чемпионате, повредил связки колена, перенёс операцию в Германии и надолго выбыл из строя. Поэтому «Кайрат» в июне 2016 года отзаявил бразильца.
В феврале 2017 года Соарес присоединился к другому казахстанскому клубу «Ордабасы».

## Достижения
- Финалист Кубка Германии: 2010/11
- Вице-чемпион Казахстана: 2015
- Обладатель Кубка Казахстана: 2015
- Обладатель Суперкубка Казахстана: 2016
- Чемпион Малайзии: 2018